# Teatro Massimo
O Teatro Massimo Vittorio Emanuele (ou Massimo), em Palermo, Itália, é uma das mais famosas casas de ópera do mundo. É o maior teatro da Itália e o terceiro na Europa após a Ópera Nacional de Paris e a Ópera Estatal de Viena.
Obra do arquiteto Giovanni Battista Filippo Basile, foi inaugurado em 16 de maio de 1897 com a opera de Giuseppe Verdi, Falstaff, com libreto de Arrigo Boito.
As cenas finais do filme de Francis Ford Coppola,  The Godfather Part III (1990) foram filmadas no teatro.